# North American F-82 Twin Mustang
North American F-82 Twin Mustang je bio posljednji američki lovac s klipnim motorom koji je bio prihvaćen za proizvodnju, a temeljio se na P-51 Mustangu. F-82 je izvorno bio dizajniran kao dalekometni eskortni lovac u Drugom svjetskom ratu, a nakon rata se počeo koristiti i kao noćni lovac. Upravo su F-82 bili među prvim američkim zrakoplovima u Koreji te su ostavarili prve pobjede u zračnim dvobojima.

## Tehničke karakteristike (F-82G)
Osnovne karakteristike
- posada: 2
- dužina: 12,93 m
- raspon krila: 15,62 m
- površina krila: 37,90 m2
- visina: 4,22 m

Letne karakteristike
- najveća brzina: 740 km/h
- dolet: 3.605 km
- najveća visina leta: 11.855 m
- motor: 2 × Allison V-1710-143/145

Naoružanje
- naoružanje:
- 6 x 12,7 mm Browning strojnice
- 25 x 5 rakete
- 1.800 kg bombi